# Ceratosauridae
Ceratosauridae („rohatí ještěři“) je čeleď teropodních ceratosaurních dinosaurů, žijících v období svrchní jury až spodní křídy (asi před 155 až 112 miliony let) na území dnešní Severní Ameriky, Argentiny (provincie Chubut) a pravděpodobně i Evropy a východní Afriky. Jeden objev pochází také ze svrchní jury nebo spodní křídy státu Uruguay.

## Objev a charakteristika

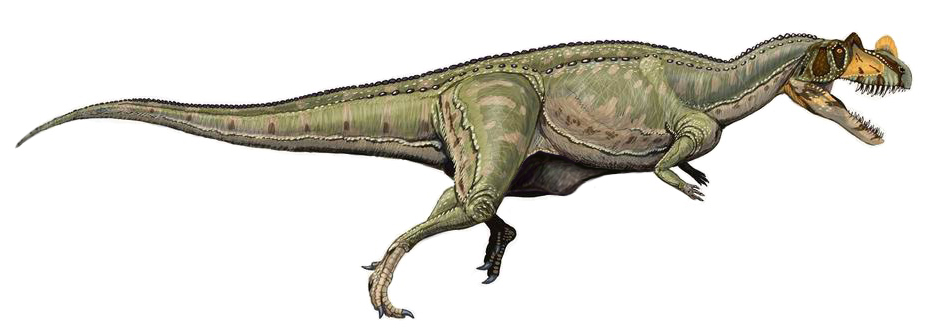
Ceratosaurus nasicornis - rekonstrukce celkového vzezření.

V současnosti řadíme do této čeledi s jistotou jen dva rody a čtyři druhy teropodů - severoamerický druh Ceratosaurus naasicornis, popsaný roku 1884 Othnielem C. Marshem, dále druhy C. dentisulcatus a C. magnicornis, a konečně i jihoamerický druh Genyodectes serus, popsaný roku 1901 Arthurem S. Woodwardem. Geografické rozšíření i biodiverzita této skupiny byly ale nejspíš ještě podstatně větší. Ceratosauridi pravděpodobně obývali velkou část světa na rozloze několika současných kontinentů, a to přinejmenším po dobu 40 až 50 milionů let. Fosilie většiny jejich zástupců se nám ale vůbec nedochovaly, nebo se je zatím ještě nepodařilo objevit a identifikovat.
Unikátní anatomické znaky čeledi je v současnosti poměrně těžké definovat, protože fosilní materiál rodu Genyodectes je jen velmi fragmentární. Skupinu lze nicméně definovat jako "nejvíce inkluzivní klad, zahrnující druh Ceratosaurus nasicornis, ale nikoliv druh Carnotaurus sastrei".

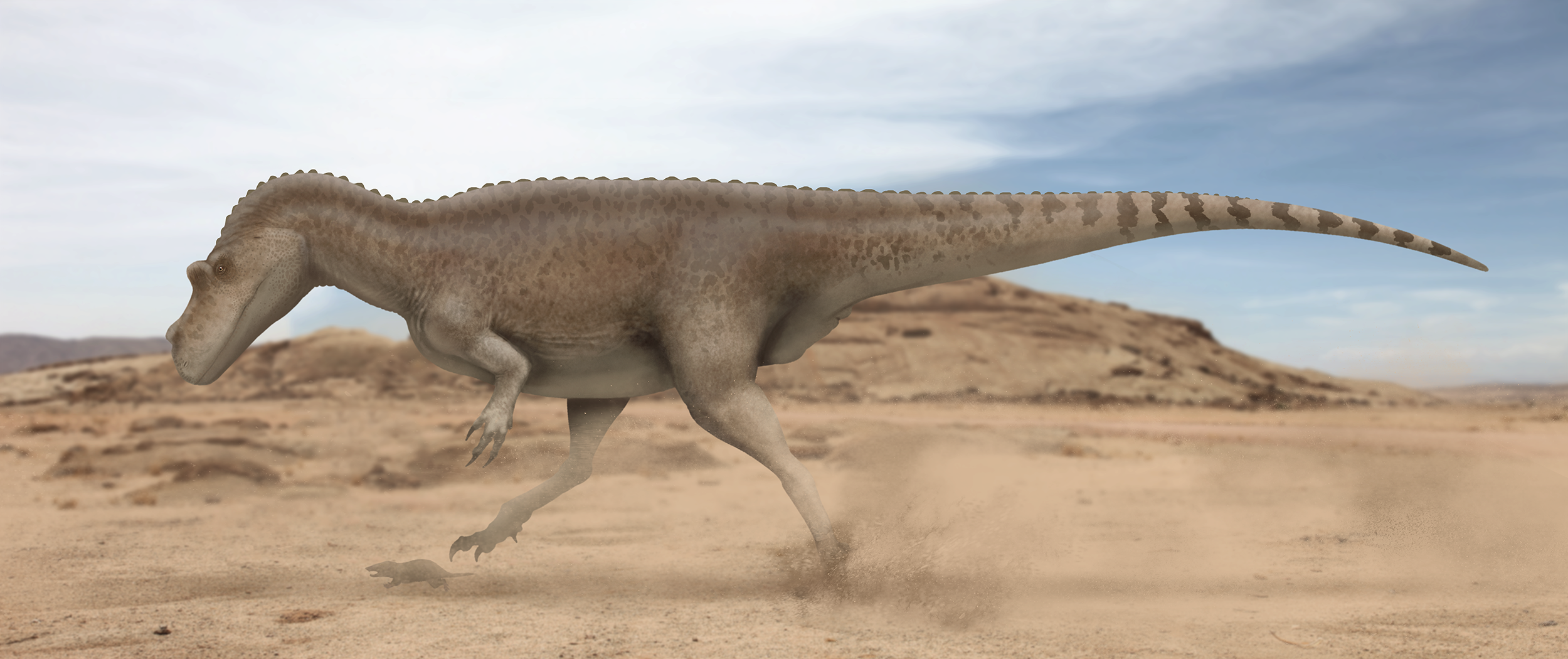
Genyodectes - paleoekologická rekonstrukce.